# Betonbrücke (Weingarten)
Die Betonbrücke zwischen Freisbach und Weingarten ist ein erhalten gebliebenes Brückenbauwerk der 1956 stillgelegten Lokalbahn Speyer–Neustadt. Sie steht unter Denkmalschutz.

## Lage
Die Brücke befindet sich auf Gemarkung der Ortsgemeinde Weingarten rund einen Kilometer nordöstlich von deren Siedlungsgebiet. Sie diente der Überquerung des Bruchbach, einem orografisch rechten Nebenfluss des Modenbachs. Unmittelbar nördlich des Flusses befindet sich bereits die Gemarkung von Freisbach. Dort schließt sich ein Aussiedlerhof an. Westlich zur Brücke verläuft parallel die Landesstraße 507. Im Einzugsbereich befindet sich zudem ein Flur mit der Bezeichnung Am Bähnel.

## Geschichte
Bereits in den 1870er Jahren liefen erste Planungen für eine Bahnstrecke quer durch das pfälzische Gäu. Dabei stand eine Streckenführung über die Gemeinden Freisbach und Weingarten nicht von vornherein fest. Erst um 1899 wurden Neustadt und Speyer als Ausgangs- beziehungsweise Endpunkte sowie eine Linienführung über Freisbach und Weingarten beschlossen. Die Strecke selbst sollte eine Spurweite in Meterspur erhalten. Dabei musste der Kalten- beziehungsweise Bruchbach, der die Gemarkungsgrenze zwischen den beiden Gemeinden bildet, überquert werden. Dies geschah in Form einer Betonbrücke, die 1905 fertiggestellt war. Der Bau geschah auf Rechnung der Pfälzischen Ludwigsbahn-Gesellschaft. Am 26. August 1905 wurde die Brücke  mit Eröffnung des Streckenabschnitts Speyer–Geinsheim dem Verkehr übergeben. Ende 1956 wurde die Strecke stillgelegt und im Folgejahr abgebaut. Die Brücke blieb jedoch erhalten und steht inzwischen unter Denkmalschutz.